# 퀴니 스미스

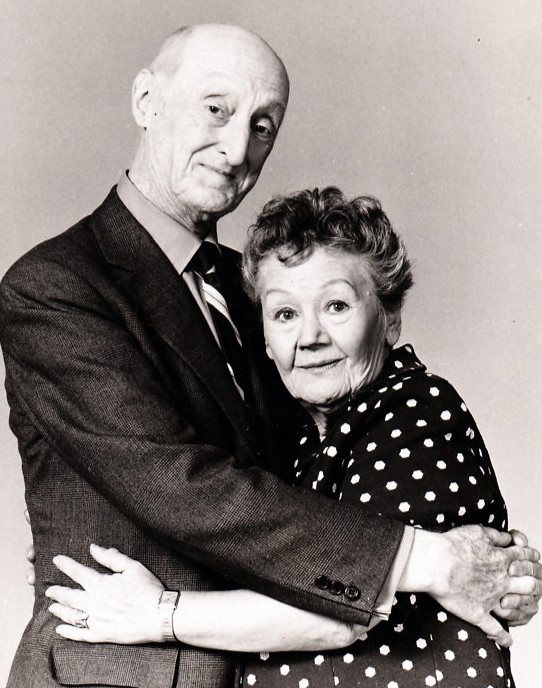

퀴니 스미스(Queenie Smith, 1898년 9월 8일 ~ 1978년 8월 5일)는 미국의 배우, 연극 배우, 텔레비전 배우, 영화배우이다.
뉴욕에서 태어났으며 버뱅크에서 사망하였다. 사인은 암이다.

## 영화
- 디 엔드 (1978년)
- 파울 플레이 (1978년)
- 허슬 (1975년)
- 라일라 클레어의 전설 (1968년)
- 성공의 달콤한 향기 (1957년)
- 마이 시스터 에일린 (1955년)
- 세계가 충돌할 때 (1951년)
- 크리스마스 소원 (1950년)
- 쇼 보트 (1936년)
- 미시시피 (1935년)